# Bassus spinulatus
Bassus spinulatus är en stekelart som först beskrevs av Van Achterberg och Chen 2004.  Bassus spinulatus ingår i släktet Bassus och familjen bracksteklar. Inga underarter finns listade.